# Ryszard Jurkowski

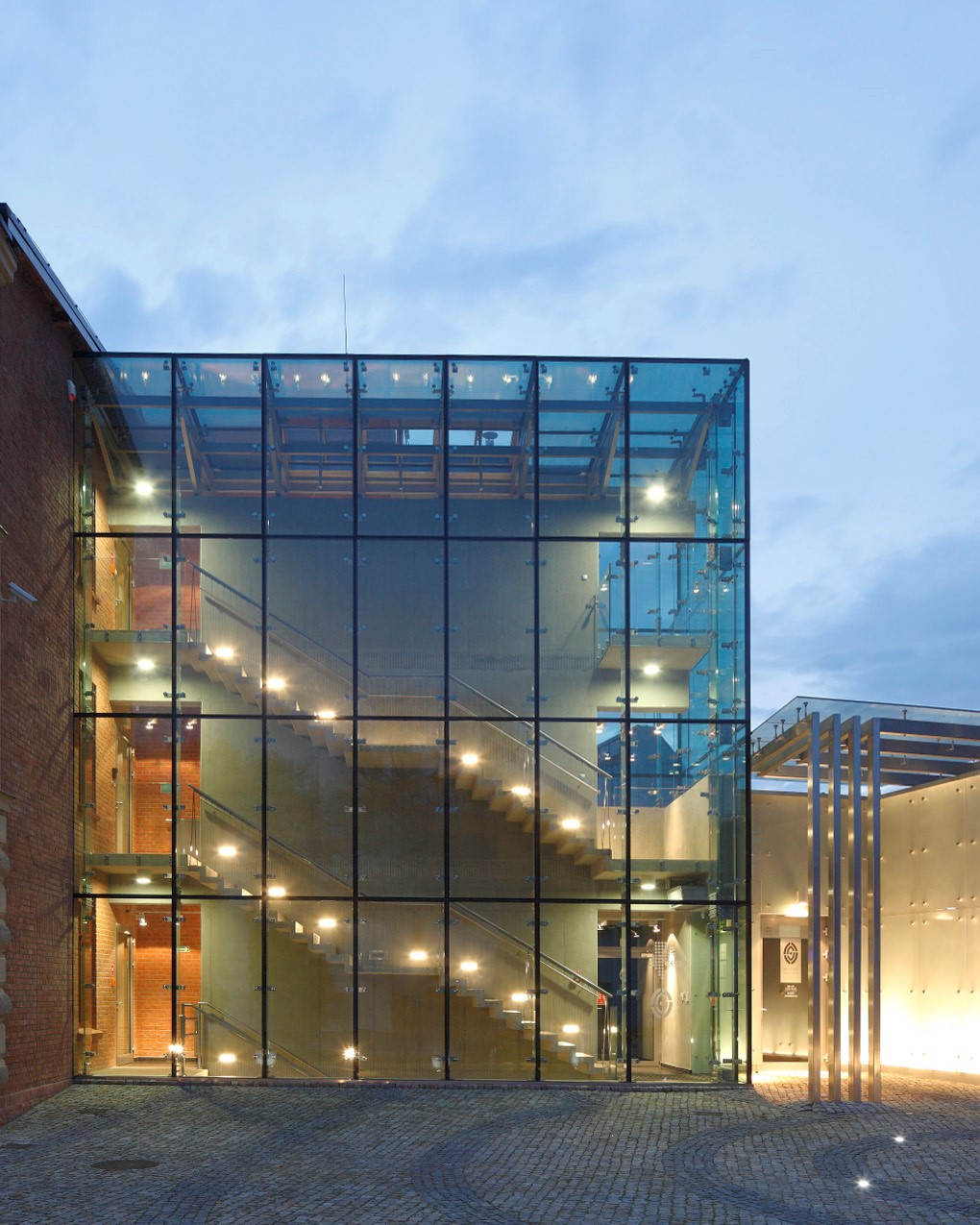
Muzeum Miejskie w Żorach

Ryszard Piotr Jurkowski (ur. 28 maja 1945 w Sosnowcu) – polski architekt i urbanista, projektujący zespoły mieszkaniowo-usługowe, budynki edukacyjne, kulturowe, handlowe, komercyjne i obiekty sakralne oraz przestrzenie publiczne, opracowujący plany generalne i projekty zagospodarowania. W latach 2000–2006 prezes Stowarzyszenia Architektów Polskich.

## Życiorys
Ukończył III Liceum Ogólnokształcące im. Bolesława Prusa w Sosnowcu (1963). W 1969 został absolwentem Wydziału Architektury Politechniki Krakowskiej. Uzyskał uprawnienia budowlane oraz status architekta.
Pracował jako inżynier w Wojewódzkim Przedsiębiorstwie Budownictwa Miejskiego w Sosnowcu (1969–1971), następnie do 1990 w Biurze Studiów i Projektów „Inwestprojekt” w Katowicach. W 1990 został generalnym projektantem w Biurze Autorskim AIR Jurkowscy Architekci, które założył wraz z żoną.
W latach 1991–1996 zajmował stanowisko starszego wykładowcy na Wydziale Architektury Politechniki Krakowskiej, a w latach 1992–1998 i 2003–2006 stanowisko przewodniczącego Wojewódzkiej Komisji Urbanistyki i Architektury w Katowicach. Powołany również w skład Głównej Komisji Urbanistyki i Architektury.
Współpracował przy tworzeniu ustawy o samorządach zawodowych architektów, inżynierów budownictwa i urbanistów w części dotyczącej architektów. Pełnił funkcję koordynatora środowisk związanych zawodowo z tworzeniem architektury w ramach ich aktywności skierowanej na rzecz jakości architektury Polski. W latach 1980–1988 był prezesem katowickiego oddziału Stowarzyszenia Architektów Polskich. Od 1991 do 1994 i od 1997 do 2000 był wiceprezesem zarządu głównego SARP. W 2000 powierzono mu stanowisko prezesa zarządu głównego tej organizacji, zajmował je do 2006.
Pozostał aktywnym działaczem SARP, w tym członkiem Kolegium Sędziów Konkursowych katowickiego oddziału stowarzyszenia i członkiem Polskiej Rady Architektury.
Dzięki jego inicjatywie i staraniom w 2018 pod patronatem honorowym Narodowego Instytutu Architektury i Urbanistyki (NIAIU) została wydana przez SARP pierwsza polska edycja poświęconej filozofii i historii architektury książki O rajskim domu Adama: Idea pierwotnej chaty w historii architektury (ang. On Adam’s House in Paradise: The Idea of the Primitive Hut in Architectural History), napisanej przez historyka i krytyka architektury Josepha Rykwerta.

## Odznaczenia i wyróżnienia
W 2012, za wybitne zasługi na rzecz architektury polskiej, za działalność na rzecz powstania samorządu zawodowego architektów, odznaczony Krzyżem Oficerskim Orderu Odrodzenia Polski. Odznaczony Srebrnym (1977) i Złotym (1984) Krzyżem Zasługi. W 2011 otrzymał Odznakę „Honoris Gratia”.
Jest laureatem Honorowej Nagrody SARP (1999) oraz laureatem Nagrody Roku SARP (1987) i (2010), a także nagrody I i II stopnia ministra budownictwa (1988 i 1990). W 2013 otrzymał nominację do Nagroda Unii Europejskiej w konkursie architektury współczesnej im. Miesa van der Rohe za projekt Muzeum Armii Krajowej w Krakowie. Za ten sam projekt został nagrodzony w 2013 w polskiej edycji konkursu architektonicznego Brick Award.

## Wybrane projekty

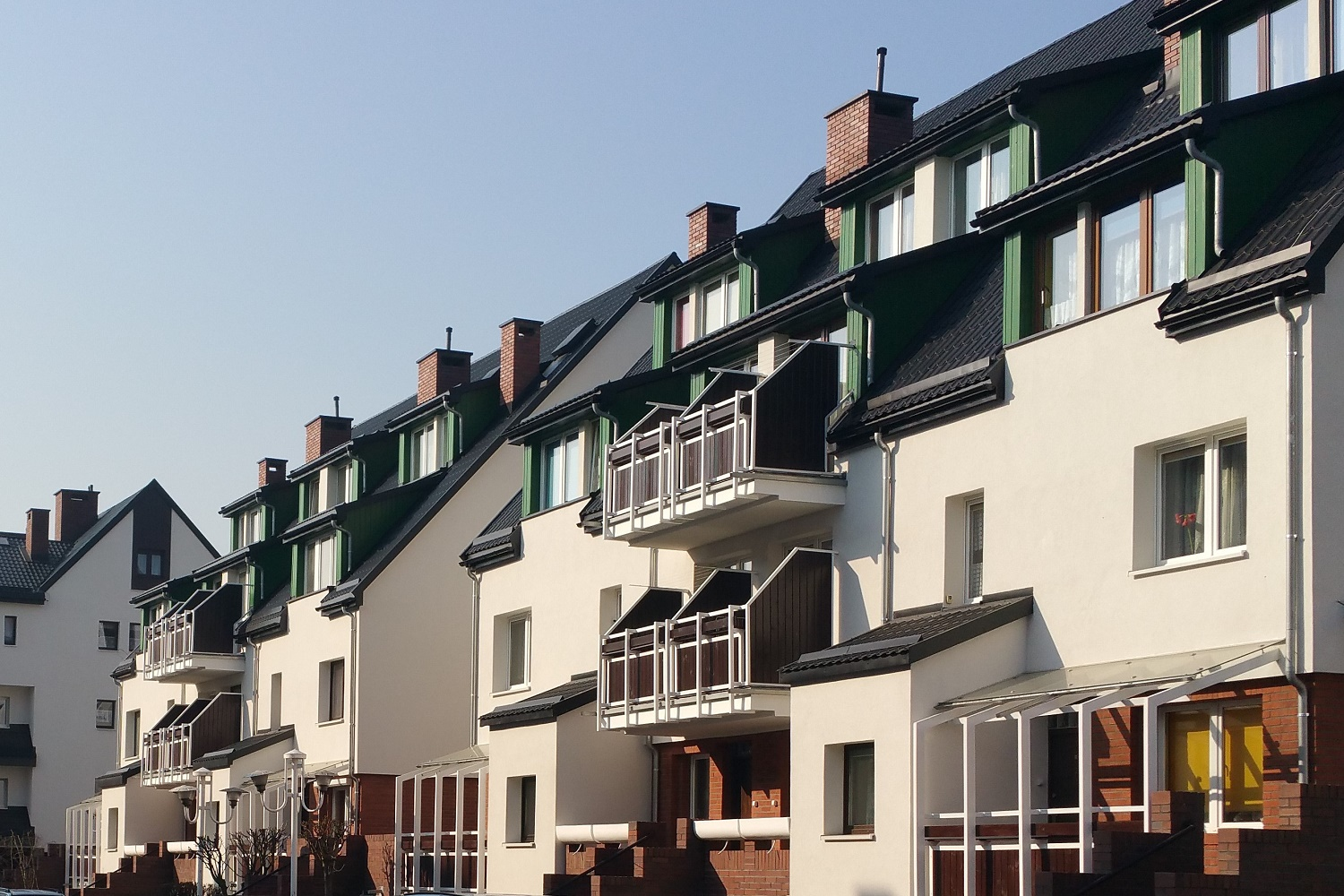
Osiedle Kokociniec pod Lasem

| - Osiedle „Kokociniec pod Lasem” w Katowicach (1985) - Szkoła podstawowa w Wodzisławiu Śląskim (1989) - Kościół pw. Miłosierdzia Bożego w Sosnowcu (1995) - Modernizacja i rozbudowa kompleksu biurowego MIKAMA S.A. w Sosnowcu (1997) - Ołtarz polowy zbudowany w czasie wizyty Jana Pawła II w Sosnowcu (1999) - Zespół zabudowy jednorodzinnej „Osiedle Pastelowe” w Katowicach (2000) - Górnośląski Bank Gospodarczy w Bytomiu (2000) - Hotel Qubus w Gliwicach (2001) - Galeria M1 w Częstochowie (2003) - Centrum handlowe Ahold w Wodzisławiu Śląskim (2005) | - Zagospodarowanie głównych ulic centrum Katowic (2008) - Projekt rozbudowy Muzeum Armii Krajowej w Krakowie (2009) - Kaplica ekumeniczna w Międzynarodowym Porcie Lotniczym Katowice (2009) - Osiedle Książęce w Katowicach (2010) - Biurowiec Energopol w Katowicach (2012) - Muzeum Miejskie i biura Katowickiej Specjalnej Strefy Ekonomicznej w Żorach (2012) - Kompleks biurowy Ferrovial-Budimex w Warszawie (2014) - Osiedle „Przy Fontannach” w Raciborzu (2016) - Zagospodarowanie przestrzenne terenu KWK Krupiński w Suszcu (2017) - Hotel Mercure w Katowicach (2021) |